# Jacob H. Gallinger
Jacob H. Gallinger (Cornwall, 1837. március 28. – Franklin, 1918. augusztus 17.) az Amerikai Egyesült Államok szenátora (New Hampshire, 1891–1918).